# Lijst van meren in Zweden
Er liggen duizenden meren in Zweden. Hieronder volgt een lijst van de tien grootste meren in Zweden, gesorteerd naar oppervlakte:
1. Vänermeer - 5.648 km²
2. Vättermeer - 1.893 km²
3. Mälarmeer - 1.140 km²
4. Hjälmarmeer - 484 km²
5. Storsjön - 464 km²
6. Siljan  en Orsasjön - samen 354 km²
7. Torneträsk - 330 km²
8. Siljan - 290km²
9. Hornavan - 252 km²
10. Uddjaure - 210 km²

Het is nodig om voorzichtig te zijn om in de meren van Zweden te gaan zwemmen. De meren zijn gevormd toen Zweden helemaal onder een gletsjer lag en de meren zijn in de winter vaak dichtgevroren. Dat maakt dat het kan gebeuren dat de bovenlaag van het water heerlijk is om in de zwemmen, maar kom je een meter diep, dan is het water koud. De meren zijn soms tot 200 m van de oever amper 10 cm diep, maar zet je een voet verder dan gaat het zo steil naar beneden dat je meteen niet meer kunt staan. Het kan erg steil aflopen. Het is met rode boeien aangegeven waar mag worden gezwommen.